# Hamza Mendyl
Hamza Mendyl (arabisch حمزة منديل, DMG Ḥamza Mindīl; * 21. Oktober 1997 in Casablanca) ist ein marokkanischer Fußballspieler. Er steht beim Aris Thessaloniki unter Vertrag.

## Karriere
Mendyl gab sein Profidebüt bei einem 1:0-Sieg des OSC Lille gegen SM Caen am 16. Februar 2017. Am 17. August 2018 wechselte er zum FC Schalke 04. Dort unterschrieb er einen Fünfjahresvertrag.
Im April 2019 wurde Mendyl von Cheftrainer Huub Stevens, der auf den freigestellten Domenico Tedesco gefolgt war, aufgrund von disziplinarischen Maßnahmen bis auf Weiteres in die Schalker U23 versetzt. Am 21. August 2019 wurde seine einjährige Leihe zum FCO Dijon bekannt gegeben.
Zur Saison 2020/21 kehrte Mendyl zum FC Schalke 04 zurück, spielte dort aber keine Rolle. Er kam auf 3 Bundesligaeinsätze, von denen er einmal in der Startelf stand, und stieg mit der Mannschaft in die 2. Bundesliga ab.
Zur Saison 2021/22 wechselte Mendyl für ein Jahr auf Leihbasis zum türkischen Erstligisten Gaziantep FK. Er bestritt dort 22 von 38 möglichen Ligaspielen, in denen er ein Tor schoss, sowie ein Pokalspiel.
Formal kehrte er aus der Ausleihe zu Schalke 04 zurück, bevor er Anfang Juli 2022 zum belgischen Erstdivisionär Oud-Heverlee Löwen wechselte und dort einen Vertrag mit einer Laufzeit von drei Jahren unterschrieb. In seiner ersten Saison bestritt 28 von 34 möglichen Ligaspielen und zwei Pokalspiele für Löwen. Dabei war er für ein Spiel wegen einer gelb-roten Karte gesperrt, drei Spiele später erneut für ein Spiel wegen einer roten Karte im Pokalspiel und nach zwei weiteren bestrittenen Spielen erfolgte eine Sperre für drei Spiele wegen einer weiteren roten Karte.

## Nationalmannschaftskarriere
Mendyl wurde in Casablanca geboren. Sein Vater stammt aus der Elfenbeinküste und seine Mutter ist Marokkanerin. Er hatte einige Jugendmannschaften des marokkanischen Fußballverbandes durchlaufen, bevor er für die Senioren debütierte. Bei seinem Debüt gewann Marokko das Qualifikationsspiel für den Afrika-Cup 2017 gegen São Tomé und Príncipe mit 2:0.
Mendyl wurde vom marokkanischen Nationaltrainer Hervé Renard für das endgültige Aufgebot der marokkanischen Fußballnationalmannschaft für die Fußballweltmeisterschaft 2018 in Russland berufen. Er kam jedoch zu keinem Einsatz; Marokko schied als Letzter der Gruppe B aus dem Turnier aus.